# دهول رانجها
دهول رانجها (به انگلیسی: Dhaul Ranjha) یک روستا در پاکستان است که در ناحیه مندی بهاءالدین واقع شده‌است. دهول رانجها ۱۰٬۰۰۰ نفر جمعیت دارد.